# Grażyna Kierznowska
Grażyna Izabela Kierznowska (ur. 27 sierpnia 1961 w Kraśniku) – polska geodetka, urzędniczka państwowa, w latach 2017–2018 Główny Geodeta Kraju (GGK).

## Życiorys
Absolwentka Wydziału Geodezji Akademii Rolniczo-Techniczej w Olsztynie oraz studiów podyplomowych z zakresu szacowania nieruchomości na Uniwersytecie Warmińsko-Mazurskim. Zdobyła uprawnienia zawodowe w dziedzinie geodezji i kartografii w zakresach 1 i 2. Pracę rozpoczynała w Wojewódzkim Biurze Geodezji i Terenów Rolnych w Kraśniku, objęła funkcję geodety powiatowego w Kraśniku, którą pełniła do października 2016. Została następnie dyrektorem Departamentu Nadzoru, Kontroli i Organizacji Służby Geodezyjnej i Kartograficznej oraz zastępcą Głównego Geodety Kraju. 1 stycznia 2017 powołana w skład Rady Infrastruktury Informacji Przestrzennej przy Ministerstwie Cyfryzacji.
14 stycznia 2017 zaczęła pełnić obowiązki Głównego Geodety Kraju w miejsce Aleksandry Jabłonowskiej. 22 maja 2017 powołana na stanowisko GGK. 17 marca 2018 odwołana z tego stanowiska.